# Yaga Djibiwo
Pour les articles homonymes, voir Yaga.
Yaga Djibiwo est une localité du Cameroun située dans l'arrondissement de Petté, le département du Diamaré et la région de l’Extrême-Nord. Elle fait partie du canton de Malam Petel.

## Population
En 1975, la localité comptait 47 habitants, des Peuls.
Lors du recensement de 2005, on y a dénombré 96 personnes.